# Dolerus schmidti
Dolerus schmidti är en stekelart som beskrevs av Friedrich Wilhelm Konow 1884. Dolerus schmidti ingår i släktet Dolerus, och familjen bladsteklar. Arten är reproducerande i Sverige.